# Ouzilly
Ouzilly est une commune du Centre-Ouest de la France, située près de Lencloître, dans le département de la Vienne en région Nouvelle-Aquitaine. Ses habitants sont appelés les Ouzillois.
Elle fait partie de l'espace urbain situé sur l'axe Poitiers-Châtellerault et appartient au domaine du Haut-Poitou.

## Géographie

### Localisation
Le village est situé dans le Centre-Ouest de la France. Il est localisé au nord du département de la Vienne. Ouzilly  est sur un axe qui relie Lencloître à Jaunay-Clan et  Saint-Genest-d'Ambière à Vendeuvre-du-Poitou en passant par Signy.
La commune est située 5 km au sud de Lencloître, principal bourg des environs et à 14,59 km, à vol d'oiseau de Châtellerault, la ville la plus proche.
Le site du Futuroscope, second parc de loisirs français situé sur la commune de Chasseneuil-du-Poitou se trouve à environ 20 minutes.

### Communes limitrophes
| Lencloître            | Saint-Genest-d'Ambière | Scorbé-Clairvaux |
| Thurageau             | Ouzilly                |                  |
| Saint-Martin-la-Pallu |                        | Jaunay-Marigny   |

### Géologie et relief
La région d'Ouzilly présente un paysage de plaines vallonnées plus ou moins boisées et de vallées. Le terroir se compose :
- pour 4 % de calcaire dans les vallées et les terrasse alluviales,
- pour 93 % de sables verts dans les collines et les dépressions sableuses des bordures du Bassin parisien,
- pour 3 % d'aubues ou de champagne (Ce sont des sols gris clair, argilo-limoneux, sur craie et donc calcaires) sur les autres collines.

En 2006, 68 % de la superficie de la commune était occupée par l'agriculture, 29 % par des forêts et des milieux semi-naturels et 3 % par des zones construites et aménagées par l'homme (voirie). La présence de milieux naturels et semi-naturels riches et diversifiés sur le territoire communal permet d’offrir des conditions favorables à l’accueil de nombreuses espèces pour l'accomplissement de leur cycle vital (reproduction, alimentation, déplacement, refuge). Forêts, landes, prairies et pelouses, cours d’eau et zones humides… constituent ainsi des cœurs de biodiversité et/ou de véritables corridors biologiques.

### Hydrographie
La commune est traversée par l'Envigne sur une longueur de 1,6 km.

### Climat
Pour des articles plus généraux, voir Climat de la Nouvelle-Aquitaine et Climat de la Vienne.
Historiquement, la commune est exposée à un climat océanique du nord-ouest.  
En 2020, Météo-France publie une typologie des climats de la France métropolitaine dans laquelle la commune est exposée à un climat océanique altéré et est dans la région climatique Poitou-Charentes, caractérisée par un bon ensoleillement, particulièrement en été et des vents modérés.
Pour la période 1971-2000, la température annuelle moyenne est de 11,6 °C, avec une amplitude thermique annuelle de 15 °C. Le cumul annuel moyen de précipitations est de 668 mm, avec 10,9 jours de précipitations en janvier et 6,4 jours en juillet. Pour la période 1991-2020, la température moyenne annuelle observée sur la station météorologique la plus proche, située sur la commune de Neuville-de-Poitou à 13,47 km à vol d'oiseau, est de 12,5 °C et le cumul annuel moyen de précipitations est de 704,6 mm,. Pour l'avenir, les paramètres climatiques de la commune estimés pour 2050 selon différents scénarios d’émission de gaz à effet de serre sont consultables sur un site dédié publié par Météo-France en novembre 2022.

### Voies de communication et transports
Les bus "Lignes en Vienne"  desservent, notamment,  Lencloître et Châtellerault.
Les gares et haltes ferroviaires les plus proches du bourg sont :
- la halte de La Tricherie sur la commune de Beaumont-Saint-Cyr à 7,7 km,
- la halte de Dissay-Vienne à 9,1 km,
- la halte de Naintré-les-Barres à 10 km,
- la halte de Jaunay-Clan à 10,5 km,
- la gare du Futuroscope à 11,9 km.

L'aéroports le plus proche est l'aéroport de Poitiers-Biard à 21,5 km.

## Urbanisme

### Typologie
Au 1er janvier 2024, Ouzilly est catégorisée commune rurale à habitat dispersé, selon la nouvelle grille communale de densité à sept niveaux définie par l'Insee en 2022.
Elle est située hors unité urbaine. Par ailleurs la commune fait partie de l'aire d'attraction de Châtellerault, dont elle est une commune de la couronne,. Cette aire, qui regroupe 44 communes, est catégorisée dans les aires de 50 000 à moins de 200 000 habitants,.

### Occupation des sols
L'occupation des sols de la commune, telle qu'elle ressort de la base de données européenne d’occupation biophysique des sols Corine Land Cover (CLC), est marquée par l'importance des territoires agricoles (66,3 % en 2018), en diminution par rapport à 1990 (68,4 %). La répartition détaillée en 2018 est la suivante : 
zones agricoles hétérogènes (44,1 %), forêts (29,2 %), terres arables (20,6 %), zones urbanisées (4,5 %), prairies (1,6 %). L'évolution de l’occupation des sols de la commune et de ses infrastructures peut être observée sur les différentes représentations cartographiques du territoire : la carte de Cassini (XVIIIe siècle), la carte d'état-major (1820-1866) et les cartes ou photos aériennes de l'IGN pour la période actuelle (1950 à aujourd'hui).

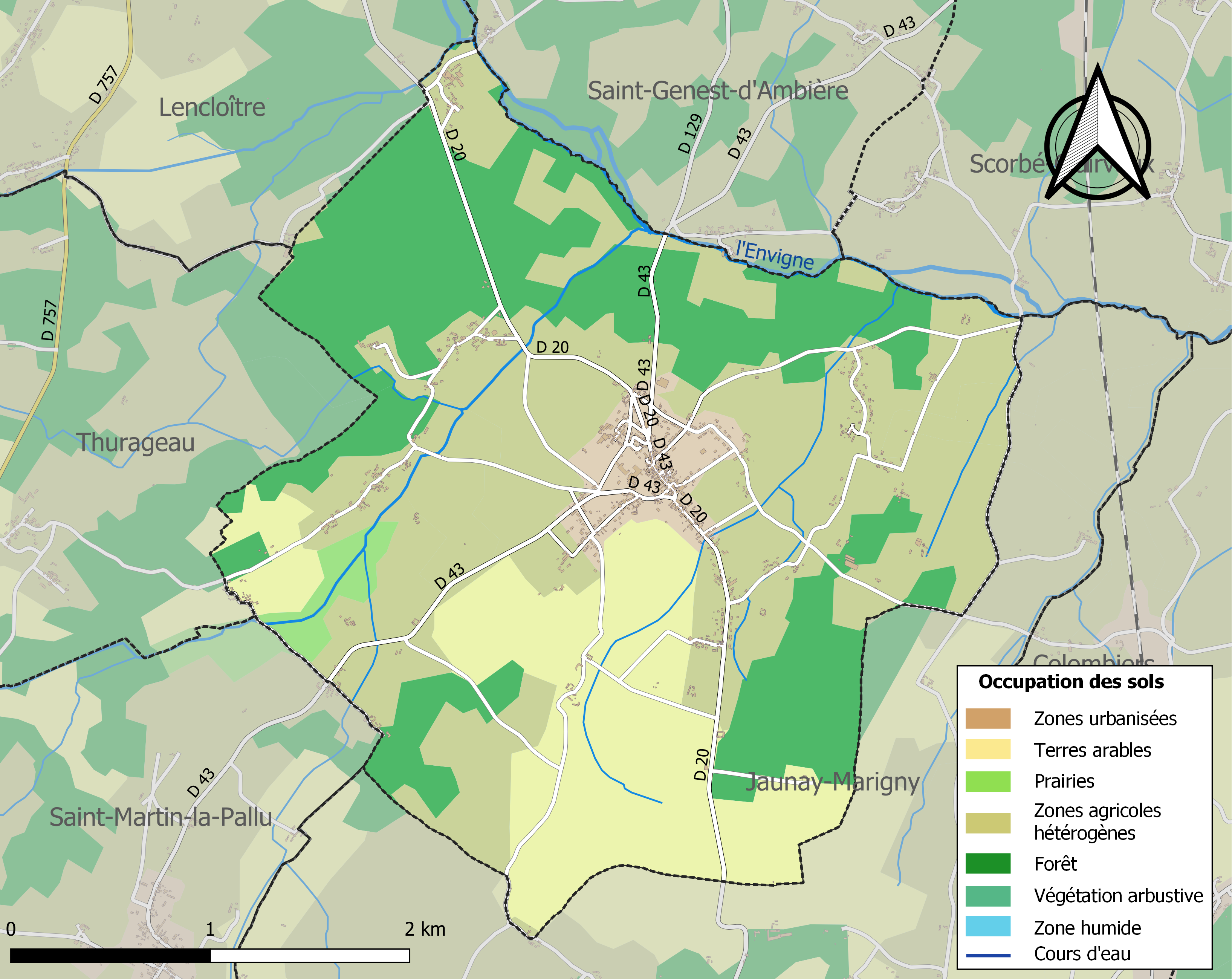
Carte des infrastructures et de l'occupation des sols de la commune en 2018 (CLC).

### Risques majeurs
Le territoire de la commune d'Ouzilly est vulnérable à différents aléas naturels : météorologiques (tempête, orage, neige, grand froid, canicule ou sécheresse), inondations, mouvements de terrains et séisme (sismicité modérée). Il est également exposé à un risque technologique,  le transport de matières dangereuses. Un site publié par le BRGM permet d'évaluer simplement et rapidement les risques d'un bien localisé soit par son adresse soit par le numéro de sa parcelle.

#### Risques naturels
Certaines parties du territoire communal sont susceptibles d’être affectées par le risque d’inondation par débordement de cours d'eau, notamment l'Envigne. La commune a été reconnue en état de catastrophe naturelle au titre des dommages causés par les inondations et coulées de boue survenues en 1982, 1999 et 2010,.

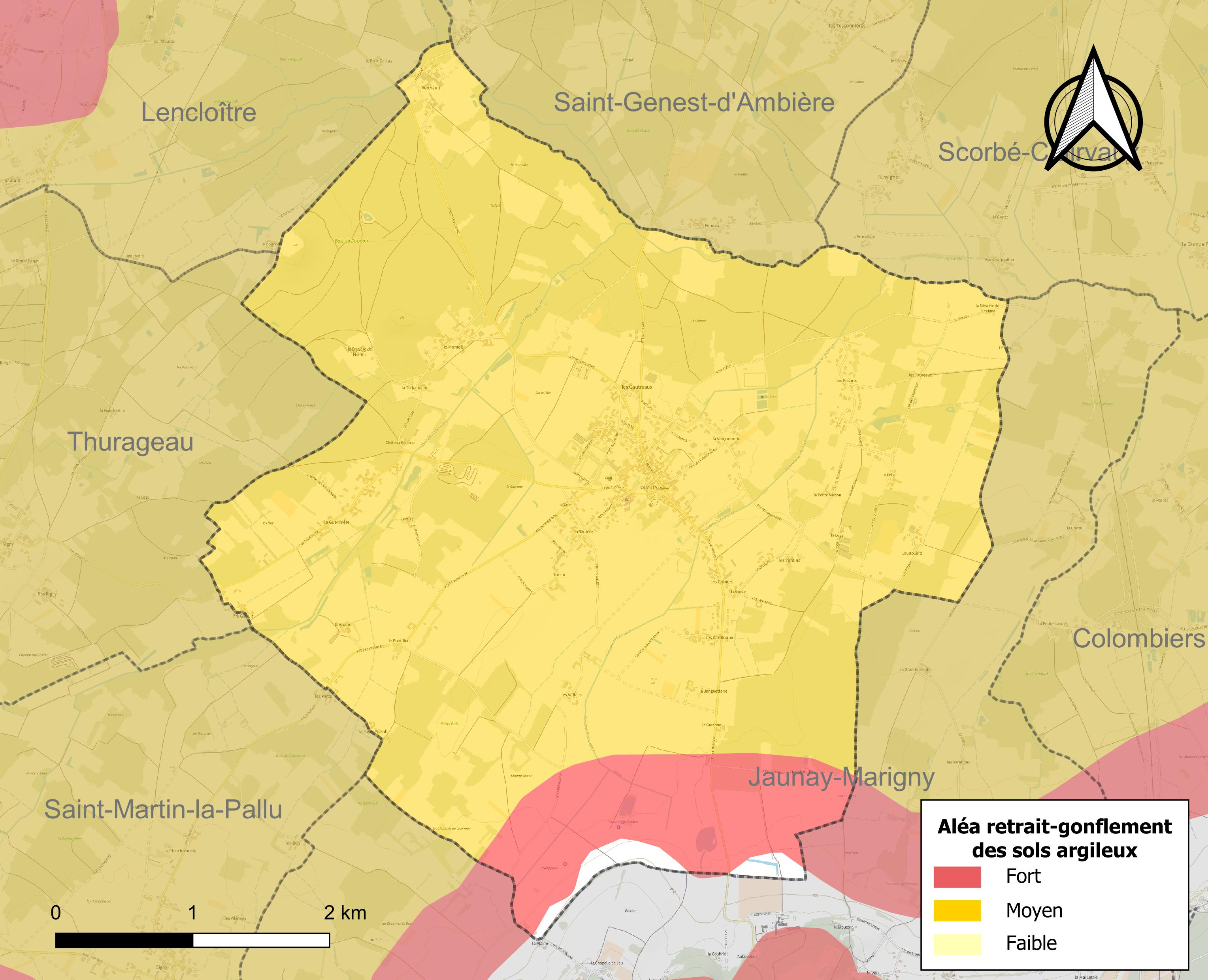
Carte des zones d'aléa retrait-gonflement des sols argileux d'Ouzilly.

Les mouvements de terrains susceptibles de se produire sur la commune sont des tassements différentiels. Le retrait-gonflement des sols argileux est susceptible d'engendrer des dommages importants aux bâtiments en cas d’alternance de périodes de sécheresse et de pluie. 99 % de la superficie communale est en aléa moyen ou fort (79,5 % au niveau départemental et 48,5 % au niveau national). Depuis le 1er octobre 2020, en application de la loi ÉLAN, différentes contraintes s'imposent aux vendeurs, maîtres d'ouvrages ou constructeurs de biens situés dans une zone classée en aléa moyen ou fort,.
La commune a été reconnue en état de catastrophe naturelle au titre des dommages causés par la sécheresse en 1989 et 2017 et par des mouvements de terrain en 1999 et 2010.

## Toponymie
L’origine du nom de la commune pourrait provenir du nom d’un propriétaire terrien latin "Osiliacus" : « Villa que vocatur Oziliacus in pago Pictavo ». Ce nom apparait dans les textes vers 970. En 1637, le nom du village se stabilise pour être celui d'Ouzilly.
Ouzilly a changé une seule fois de nom, en 1801. Le bourg s'appelait, alors, Onzillé.

## Politique et administration

### Intercommunalité
Ouzilly est rattachée à la communauté d'agglomération de Grand Châtellerault

### Liste des maires
| Période    | Période   | Identité         | Étiquette | Qualité |
| ---------- | --------- | ---------------- | --------- | ------- |
| avant 1981 | ?         | René Chapron     | PCF       |         |
| mars 2001  | mars 2008 | Roland Verdin    |           |         |
| mars 2008  | mars 2014 | Michèle Veillard |           |         |
| mars 2014  | En cours  | Franck Reby      |           |         |

Concernant les élections législatives de 2012 :
Au 1er tour, la ville recense 564 inscrits sur les listes électorales, 206 électeurs (36,52 %) se sont abstenus.
358 électeurs ont voté (63,48 %) dont 13 votes (3,63 %) blancs ou nuls.
Exprimés : 345 électeurs (61,17 %).
Principaux résultats : 99 voix (28,7 %) pour Jean-Pierre Abelin (NC) / 67 voix (19,42 %) pour Christian Michaud (DVG) / 63 voix (18,26 %) pour Véronique Massoneau (EELV) & Eric Audebert (FN).
Au 2e tour, la commune recense 564 inscrits sur les listes électorales, 213 électeurs (37,77 %) se sont abstenus.
351 électeurs ont voté (62,23 %) dont 26 votes (7,41 %) blancs ou nuls.
Exprimés : 325 électeurs (57,62 %).
- Résultats, 184 voix (56,62 %) pour Véronique Massonneau (EELV) / 141 voix (43,38 %) pour Jean-Pierre Abelin (NC).
Concernant les élections présidentielles de 2012 : 
Au 1er tour, la ville recense 564 inscrits sur les listes électorales, 65 électeurs (11,52 %) se sont abstenus.
499 électeurs ont voté (88,48 %) dont 12 votes (2,40 %) blancs ou nuls.
Exprimés : 487 électeurs (86,35 %).
- Principaux résultats, 135 voix (27,72 %) pour François Hollande (PS) / 118 voix (24,23 %) pour Nicolas Sarkozy (UMP) / 108 voix (22,18) pour Marine Le Pen (FN) / 66 voix (13,55 %) pour Jean-Luc Mélenchon (Front de gauche) / 35 voix (5,19 %) pour François Bayrou (Modem).
Au 2e tour, la commune recense 564 électeurs sur les listes électorales avec 68 abstentions (12,06 %).
496 (87,94 %) ont exprimé un vote, dont 40 votes (8,06 %) blancs ou nuls.
Électeurs exprimés : 456 (80,85 %).
- Résultats, 262 voix (57,46 %) pour François Hollande (PS) / 194 voix (42,54) pour Nicolas Sarkozy (UMP).

### Instances judiciaires et administratives
La commune relève du tribunal d'instance de Poitiers, du tribunal de grande instance de Poitiers, de la cour d'appel de Poitiers, du tribunal pour enfants de Poitiers, du conseil de prud'hommes de Poitiers, du tribunal de commerce de Poitiers, du tribunal administratif de Poitiers et de la cour administrative d'appel  de  Bordeaux, du tribunal des pensions de Poitiers, du tribunal des affaires de la Sécurité sociale de la Vienne, de la cour d’assises de la Vienne.

### Services publics
Les réformes successives de La Poste ont conduit à la fermeture de nombreux bureaux de poste ou à leur transformation en simple relais. Toutefois, la commune a pu maintenir le sien.

## Population et société

### Démographie
L'évolution du nombre d'habitants est connue à travers les recensements de la population effectués dans la commune depuis 1793. Pour les communes de moins de 10 000 habitants, une enquête de recensement portant sur toute la population est réalisée tous les cinq ans, les populations de référence des années intermédiaires étant quant à elles estimées par interpolation ou extrapolation. Pour la commune, le premier recensement exhaustif entrant dans le cadre du nouveau dispositif a été réalisé en 2005.

En 2022, la commune comptait 954 habitants, en évolution de +3,81 % par rapport à 2016 (Vienne : +0,6 %, France hors Mayotte : +2,11 %).
| 1793 | 1800 | 1806 | 1821 | 1831 | 1836 | 1841 | 1846 | 1851  |
| ---- | ---- | ---- | ---- | ---- | ---- | ---- | ---- | ----- |
| 756  | 798  | 638  | 898  | 936  | 996  | 946  | 987  | 1 037 |

| 1856  | 1861  | 1866  | 1872  | 1876 | 1881 | 1886  | 1891 | 1896 |
| ----- | ----- | ----- | ----- | ---- | ---- | ----- | ---- | ---- |
| 1 066 | 1 044 | 1 000 | 1 003 | 962  | 972  | 1 003 | 974  | 958  |

| 1901 | 1906 | 1911 | 1921 | 1926 | 1931 | 1936 | 1946 | 1954 |
| ---- | ---- | ---- | ---- | ---- | ---- | ---- | ---- | ---- |
| 906  | 900  | 885  | 762  | 747  | 673  | 678  | 663  | 680  |

| 1962 | 1968 | 1975 | 1982 | 1990 | 1999 | 2005 | 2006 | 2010 |
| ---- | ---- | ---- | ---- | ---- | ---- | ---- | ---- | ---- |
| 660  | 655  | 641  | 681  | 649  | 706  | 765  | 774  | 871  |

| 2015 | 2020 | 2022 | - | - | - | - | - | - |
| ---- | ---- | ---- | - | - | - | - | - | - |
| 909  | 949  | 954  | - | - | - | - | - | - |

En 2008, selon l’Insee, la densité de population de la commune était de 83 hab./km2 contre 61 hab./km2 pour le département, 68 hab./km2 pour la région Poitou-Charentes et 115 hab./km2 pour la France.
Selon les dernières statistiques publiées par l'INSEE en 2012 à partir de données datant de 2009, il ressort que la mairie de Ouzilly administre une population totale de 861 personnes. À cela, il faut soustraire les résidences secondaires soit 13 personnes. En conséquence, la population permanente dans la commune est de 848 habitants.
Ouzilly a connu une nette hausse de 28,9 % de sa population de 1999 à 2005.
La répartition par âge de la population d'Ouzilly est en 2007:
- 0-14 ans : 184 habitants
- 15-29 ans : 119 habitants
- 30-44 ans : 211 habitants
- 45-59 ans : 149 habitants
- 60-74 ans : 90 habitants
- 75 ans & plus : 51 habitants.

La part de la population de 60 ans et plus passerait de 23 % en 2006 à 30 % en 2020 au sein du département de la Vienne (20 % pour Ouzilly en 2007, soit à un niveau inférieur à la moyenne départementale). Le département de la Vienne bénéficie à la fois d’un excédent migratoire significatif et d’un excédent naturel qui contribuent à un moindre vieillissement.  En supposant le maintien des tendances démographiques depuis 1990, entre 2006 et 2020, la population de l’aire urbaine de Poitiers devrait s’accroître de +16,5 % et celle de Châtellerault de +5,0 %. En revanche, les zones rurales du département devraient voir leur population diminuer de -5,8 % pour la zone Nord et de -8,6 % pour la zone Sud.  Les personnes âgées sont proportionnellement plus présentes en milieu rural. En 2006, elles représentent 34 % de la population de l’espace rural du sud du département et 30 % de l’espace nord.
La répartition des sexes de la population est la suivante:
- en 1999 : 51,0 % étaient des hommes et 49,0 % étaient des femmes.
- en 2005 : 49,7 % étaient des hommes et 50,3 % étaient des femmes.
- en 2010 : 52,2 % d'hommes pour 47,8 % de femmes.

En 2005 :  
- Les retraités et les préretraités représentaient 17,5 % de la population.
- Le nombre de célibataires était de 33,3 % de la population.
- Les couples mariés représentaient 57,6 % de la population.
- Les divorcés représentaient 3,2 %.
- Le nombre de veuves et veufs était de 5,9 %.

### Enseignement
La commune d'Ouzilly dépend de l'académie de Poitiers (rectorat de Poitiers) et son école primaire publique dépend de l'inspection académique de la Vienne.

### Sports
Depuis 2013, l' Association Sportive d'Ouzilly (ASO), club de football d'Ouzilly, évolue en division 5.
La commune possède aussi un terrain de moto-cross.
En 2011, les cyclistes du Tour du Poitou-Charentes ont traversé Ouzilly.
En 2012, les participants du Tour de la Vienne Pédestre (TVP) organisé par le Lencloître J.C. 86, ont fait étape à Ouzilly.

## Économie

### Agriculture
Selon la direction régionale de l'Alimentation, de l'Agriculture et de la Forêt de Poitou-Charentes, il n'y a plus que 8 exploitations agricoles en 2010 contre 27 en 2000. 
39 % des surfaces agricoles sont destinées à la culture des céréales (blé tendre essentiellement mais aussi orges et maïs), 12 % pour les oléagineux (tournesol) et 10 % pour le fourrage. En 2000, 5 hectares (0 en 2010) étaient consacrés à la vigne.
La ville d'Ouzilly vit principalement sur son économie naturelle grâce à ses melons ainsi qu'à des productions comme le blé, le raisin et le tournesol. Des sols très fertiles et faciles à cultiver (sables verts et alluvions). Sa position proche des grands bassins de consommation ont permis le développement des cultures de légumes. Ces cultures prirent une forte expansion au XIXe siècle avec le développement du train et une production globalement déficitaire en France. Jusque dans les années 1950, ces productions alimentaient non seulement les marchés régionaux mais aussi les grands centres urbains comme Paris ou Bordeaux. Les principaux légumes cultivés étaient les asperges, les carottes, les choux, les oignons, les melons et les artichauts. Peu à peu les légumes ont été remplacés par les cultures céréalières : blé, maïs et orge. Il ne reste que quelques maraîchers spécialisés de nos jours dans la culture du melon.
Selon une étude de la direction régionale de l'Alimentation, de l'Agriculture et de la Forêt, publiée en juin 2012, la surface consacrée à la culture du melon (3 810 hectares ) en Région Poitou-Charentes est de loin la plus importante de l'Hexagone (Midi-Pyrénées : 3 211 hectares ; Languedoc-Roussillon : 2 751 hectares; Paca 2 525 hectares). Le melon est produit par 314 exploitations. La zone de culture du melon se situe dans le nord de la région, principalement sur une trentaine de communes du département de la Vienne et quatre communes du département des Deux-Sèvres. Un melon français sur quatre provient de la région Poitou-Charentes.
La transformation de la production agricole est de qualité et permet aux exploitants d’avoir droit, sous conditions, aux appellations et labels suivants :
- Chabichou du Poitou (AOC)
- Beurre Charente-Poitou (AOC)
- Beurre des Charente (AOC)
- Beurre des Deux-Sèvres (AOC)
- Vin du Haut-Poitou en rouge, blanc et rosé (AOC)
- Veau du Limousin (IGP)
- Agneau du Poitou-Charentes (IGP)
- Bœuf du Maine (IGP)
- Jambon de Bayonne (IGP)
- Melon du Haut Poitou (IGP)

### Emploi et activités
Elle fait partie de la zone d'emploi de Châtellerault.
Le taux de chômage était de 10,7 % en 2005 contre 10,6 % en 1999.
Le taux d'activité était de 76,4 % en 2005 contre 71,9 % en 1999.

## Culture locale et patrimoine

### Lieux et monuments

#### Patrimoine religieux
- L'église Saint-Hilaire du XIIe siècle se trouvant juste à côté de la mairie est inscrite comme monument historique depuis 1933 pour sa façade occidentale et son clocher. Sa façade, fortifiée, a été refaite en 2011. Elle est surmontée d'une tour octogonale percée de quatre fenêtres en plein cintre.
- L'oratoire situé au lieu-dit Le Monteil est une grotte qui a été construite au milieu du XXe siècle par quelques personnes de la commune à l'initiative du Père Loïc Dauger. Une statue est érigée dans cette grotte représentant Marie en train de prier.

#### Patrimoine civil
- L'ancienne usine à chanvre a été classée au patrimoine et est maintenant protégée. Elle est située au lieu-dit Launay. L'usine a été créée en 1876 sur un bâtiment préexistant. Culture très développée, le chanvre produit dans la région était réputé pour sa souplesse et sa résistance. La fabrication atteint son plein essor dans les années 1900. L'activité s’arrête dans les années 1921-1925.
- Le château de Tricon au lieu-dit Tricon"date du XIXe siècle même si le domaine de Tricon est cité dès le Xe siècle. C'était un fief relevant du duché de Châtellerault.
- Le trésor d'Ouzilly fut découvert en deux temps au cours des années 2002 et 2005. Il est constitué de 414 monnaies. 42 monnaies étaient des statères en or allié et 372 drachmes en argent. Ces monnaies ont été attribuées à la tribu des Pictons. Le trésor a  été vendu et dispersé dans des mains privées en 2009[28].

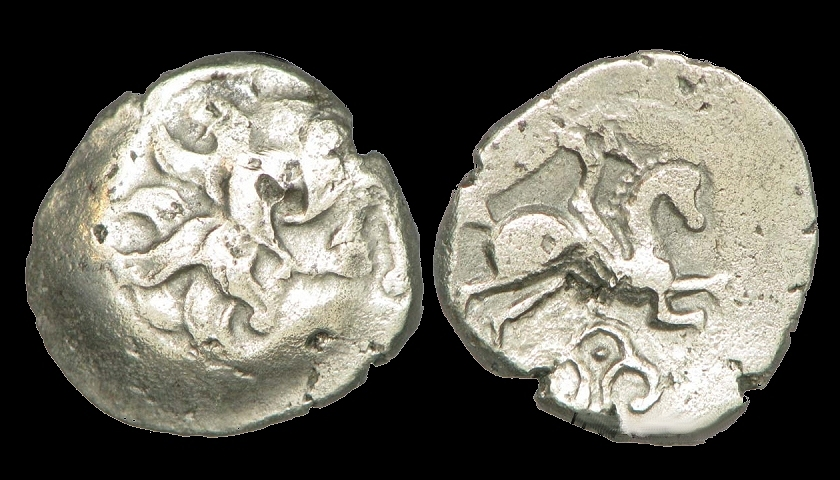
Drachme du Trésor d'Ouzilly.

### Équipement culturel
Une bibliothèque municipale située place de l'Église.

### Personnalités liées à la commune
- Aimé Tranchand (1880-1947), homme politique.